# Arméns pansarcentrum
Arméns pansarcentrum (PaC) var ett truppslagscentrum för pansartrupperna inom svenska armén som verkade åren 1991–1995. Förbandsledningen var förlagd i Skövde garnison i Skövde.

## Historik
Arméns pansarcentrum bildades officiellt den 1 juli 1991, i samband med försvarsutredning 1988 genom att truppslagsinspektörerna med truppslagsavdelningar i arméstaben slogs samman med arméns strids- och skjutskolor samt övriga truppslagsskolor, vilka bildade så kallade Truppslagscenter. Denna omstrukturering resulterade i att arméns skolor avvecklades och de nyuppsatta truppslagscentren övertog ansvaret över utbildningen vid skolorna.
I samband med att Infanteri- och Norrlandsförbanden mekaniserades i samband med försvarsbeslutet 1992 kom Pansarinspektören tillsammans med Infanteriinspektören i juni 1993 att begära tillstånd hos Arméchefen Åke Sagrén för att slå samman Arméns pansarcentrum och Arméns infanteri- och kavallericentrum. Den 30 juni 1995 avvecklades Arméns pansarcentrum som självständig enhet och bildade från och med den 1 juli 1995 tillsammans med Arméns infanteri- och kavallericentrum det nya Truppslagscentrat Arméns brigadcentrum (BrigC). I samband med denna avveckling försvann även befattningen Pansarinspektören och Pansartruppernas stridsskola (PS) bildade Stridsskola Syd (SSS).

## Ingående enheter
Arméns pansarcentrum bestod 1991 av arméstabens pansaravdelning och Pansartruppernas stridsskola (PS). Chefen för Arméns pansarcentrum innehade även befattningen Pansarinspektören.

## Heraldik och traditioner
När centrumet bildades den 1 juli 1991, övertogs förbandsmarschen, "Pansarkamrater", från Pansartruppernas stridsskola. Förbandsmarschen övertogs 1995 av Stridsskola Syd. Från 1999 används den som förbandsmarsch av Markstridsskolan.

## Förbandschefer
Förbandschefen för Arméns pansarcentrum var tillika pansarinspektör. Nedan lista är en förteckning över pansarinspektörer verksamma åren 1942–1995.

- 1942–1945: Pehr Janse
- 1945–1946: Gunnar Berggren
- 1946–1956: Birger Pontén
- 1956–1957: Gustav Åkerman
- 1957–1960: Malcolm Murray
- 1960–1963: Tage Olihn
- 1963–1967: Per-Hjalmar Bauer
- 1967–1976: Hugo Cederschiöld
- 1976–1980: Per Björkman
- 1980–1983: Björn Zickerman
- 1983–1985: Curt Hasselgren
- 1985–1990: Håkan Waernulf
- 1990–1993: Stig Edgren
- 1993–1995: Alf Sandqvist

## Namn, beteckning och förläggningsort
| Arméns pansarcentrum | 1991-07-01 | – | 1995-06-30 |

| PaC | 1991-07-01 | – | 1995-06-30 |

| Skövde garnison (F)     | 1991-07-01 | – | 1995-06-30 |
| Klagstorps herrgård (F) | 1991-07-01 | – | 1995-06-30 |